# Corneliu Stelian Mirea
Corneliu Stelian Mirea (n. 15 august 1956) a fost un deputat român în legislatura 1990-1992, ales în municipiul București pe listele partidului FSN. Deputatul Corneliu Stelian Mirea l-a  înlocuit la data de 31 iulie 1990 pe deputatul Victor Babiuc. Deputatul Corneliu Stelian Mirea fost, printre altele, membru în grupul parlamentar de prietenie cu Franța.